# 長野工業高等專門學校
36°40′40.9″N 138°14′3.1″E / 36.678028°N 138.234194°E
長野工業高等專門學校（National Institute of Technology, Nagano College）

## 簡介
日本國立高等專門學校之一，位於日本長野縣，它成立於1963年，為學生提供誰已完成初中教育的五年教育計劃。設有5個部門，分別為機械工學科、電氣電子工學科、電子控制工學科、電子情報工學科、環境都市工學科。專攻科（學士課程）分別為生產環境系統學專攻、電氣情報系統學專攻

## 教育組織

### 本科（副學士課程）
- 機械工学科
- 電氣電子工学科
- 電子制御工学科
- 電子情報工学科
- 環境都市工学科

### 專攻科 （學士課程）
- 生產環境系統學專攻
- 電氣情報系統學專攻[3]

## 外部連結
- 長野工業高等專門學校 （页面存档备份，存于）